# Zoo al Maglio
Koordinaten: 45° 59′ 6″ N, 8° 52′ 36″ O; CH1903: 711434 / 93625
Der Zoo al Maglio-Neggio ist ein zoologischer Garten in Neggio im Kanton Tessin in der Schweiz. Der einzige Zoo im Tessin besteht seit 1973.
Der Zoo beherbergt über hundert Tiere aus der ganzen Welt. Sein Wahrzeichen, der Löwe, bewohnt in der dritten Generation die grösste Anlage.
Sabine Fehr übernahm 2015 von ihrer Mutter Edith Fehr die Leitung des Familienunternehmens.